# Sminthopsis longicaudata

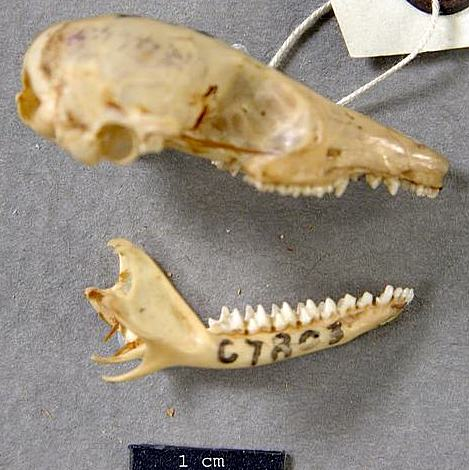
Cráneo de un dunnart de cola larga (Sminthopsis longicaudata).

El dunnart de cola larga o ratón marsupial de cola larga (Sminthopsis longicaudata) es una especie de marsupial dasiuromorfo de la familia Dasyuridae endémica de Australia.

## Características
Como el ratón marsupial pequeño de cola larga, tiene la cola más larga que el cuerpo. También es uno de los ratones marsupiales de mayor tamaño del género Sminthopsis, con una longitud del hocico a la cola de 260 a 306 mm: de 80 a 96 del hocico al ano, más una cola de 180 a 210. Las patas posteriores miden 18 mm; las orejas, 21. El peso varía de 15 a 20 gramos. 

## Distribución y hábitat
Vive en Australia Occidental, desde Pilbara en la costa este hasta los yacimientos de oro del noroeste y el desierto de Gibson, y al sur hasta la llanura de Nullarbor, el centro del Territorio del Norte y el oeste de Australia Meridional. 
Su hábitat puede ser bosque de acacias, terreno rocoso con hierbas del género Spinifex o zona de arbustos.

## Costumbres y reproducción
Es una especie nocturna y tiene una gran agilidad para saltar. Su período de reproducción va de octubre a noviembre. Vive en guaridas excavadas, y hace los nidos con hierba. Puede tener hasta 6 crías en cada camada. 

## Conservación
En algunos sitios se considera en peligro de extinción, pero la IUCN asigan la especie a la categoría de preocupación menor.